# 胡宣义
胡宣义，浙江椒江人，中华人民共和国政治人物。

## 生平
1987年4月至1990年1月，担任中共台州县委常务委员。1993年12月，担任中共玉环县县委书记，任内主持了玉环撤县建市的工作。之后担任中共临海市委书记、台州市人大常委会副主任。2010年6月辞职。